# Брентано, Генрих фон
Генрих фон Брентано ди Тремеццо (нем. Heinrich von Brentano di Tremezzo, 6 июня 1904, Оффенбах-ам-Майн — 14 ноября 1964, Дармштадт) — немецкий государственный и политический деятель.

## Биография
Политическая карьера Брентано связана с партией ХДС, одним из основателей которой он является. Являлся депутатом первого послевоенного Бундестага Германии. В 1949—1955 и 1961—1964 председатель фракции ХДС/ХСС в бундестаге. Министр иностранных дел Германии в 1955—1961. Сыграл важную роль в процессе становления европейской интеграции и создания ЕЭС.
Брентано происходил из знаменитой семьи итальянского происхождения, члены которой сыграли важную роль в немецкой культурной жизни. В частности, он является родственником Клеменса фон Брентано и Беттины фон Арним.